# Рамесуан
Рамесуан (тай. สมเด็จ พระ รา เม ศ วร) (1339—1395) — король  Аютії, історичної держави на території сучасного Таїланду, що правив двічі — у 1369—1370 і з 1388 до смерті в 1395. Між його правліннями на престолі перебували король Бороморача I, який усунув Рамесуана від влади, і його син-підліток, повалений Рамесуаном через тиждень правління та потім страчений.

## Біографія
Був сином короля Раматхібоді I. Усунений від влади після року правління, поїхав в Лопбурі, де займав пост, аналогічний губернаторському, і, можливо, накопичував сили для реваншу. Під час свого другого правління знайшов взаєморозуміння з Сукотаї, з яким Боромарача I воював. Вмираючи, залишив трон своєму синові Рамарачі, але той незабаром був убитий
Ряд джерел згадують про його конфліктах з Ланнатай і Ангкором (1393). У 1390 він, за даними аютійських хронік, взяв Чіангмай та захопив там велику кількість полонених, яких розселив в Аютії. Військові перемоги цього короля не зазначені в зарубіжних хроніках його часу.